# いちのみや中央プラザ
いちのみや中央プラザ（いちのみやちゅうおうプラザ）は、愛知県一宮市にある公共施設である。

## 概要
- 老朽化した一宮市産業体育館の跡地に建設された体育館、公民館、高齢者福祉施設で構成される複合施設である。2019年（令和元年）10月1日開館[2]。
- 建物は3階建であり、1階に公民館（神山公民館）と高齢者福祉施設（神山いきいきセンター）、2・3階が体育館（いちのみや中央プラザ体育館）である。
- いちのみや中央プラザ体育館は体育及びスポーツの向上及び普及を図るための施設である[3]。アリーナ部分はネーミングライツが導入され、いちい信用金庫が取得[4]。いちい信金中央アリーナの愛称がある。また、指定管理者制度に基づき、ハマダスポーツ企画が運営管理している。

## 施設概要

### 神山公民館
- 大会議室（1・2）
- 小会議室
- 和室（1・2）
- 多目的室
- 実習室
- 料理実習室
- 地域活動室

### 神山いきいきセンター
- いきいきホール
- 浴室
- 教養娯楽室

### いちのみや中央プラザ体育館
2階
- アリーナ（いちい信金中央アリーナ）
  - 面積は1,700 m2
  - バスケットボール2面、テニス2面、バレーボール3面、バドミントン10面、卓球台24台の使用が可能。観客席は192席。

- 第1会議室
- 第2会議室
- 大会控室
- 救護室
- 男子更衣室
- 女子更衣室
- 男子シャワールーム
- 女子シャワールーム

3階
- 第3会議室
- 第4会議室

## 利用案内

### 神山公民館
- 開館時間：9:00 - 21:00[5]
- 休館日：年末年始（12月28日 - 1月4日）[5]

### 神山いきいきセンター
- 開館時間：9:00 - 17:00[6]
- 休館日：日曜日、祝日、年末年始（12月28日 - 1月4日）　※敬老の日は開館。[6]

### いちのみや中央プラザ体育館
- 開館時間：9:00 - 21:00[3]
- 休館日：月曜日（月曜日が祝日の場合は開館）、休日の翌日（その日が土曜日、日曜日又は休日に当たる日は開館）、年末年始（12月29日 - 1月3日）[3]

## 交通アクセス
- JR東海道本線「尾張一宮駅」、名古屋鉄道名古屋本線・尾西線名鉄一宮駅下車、徒歩で約10分。

## 周辺施設
- 一宮市立神山小学校
- 尾張一宮駅
- 名鉄一宮駅